# Mexsat 3
O Mexsat 3 (também conhecido por Centenario) é um satélite de comunicação geoestacionário mexicano que faz parte do sistema Mexsat, o mesmo foi construído  empresa Orbital Sciences Corporation (OSC), ele está localizado na posição orbital de 115 graus de longitude oeste e é operado pela Secretaria de Comunicações e Transportes (SCT) do México. O satélite foi baseado na plataforma Star-2.4 Bus e sua expectativa de vida útil é de 15 anos.

## História
A Orbital Sciences Corporation anunciou em dezembro de 2010 que assinou um contrato com a Boeing para fornecer serviços via satélite (FSS) segmento completo do sistema de satélites Mexsat para o Governo Federal do México. O Ministério das Comunicações e Transportes (Secretaria de Communicaciones y Transportes, SCT) está supervisionando o projeto de três satélites, que inclui dois satélites maiores o (Mexsat 1 e o Mexsat 2) fornecido pela Boeing, bem como um satélite menor, o Mexsat 3, desenvolvido pela Orbital.
O sistema de satélites Mexsat compreende dois serviços móveis via satélite (MSS) que foi projetado e construído pela Boeing e um satélite FSS projetado e construído pela Orbital. Nos termos do contrato com a Boeing, a Orbital irá fornecer o Mexsat 3 que foi baseado na plataforma da empresa STAR-2.4. Ele gerar cerca de 3,5 quilowatts de potência. O Mexsat 3 irá fornecer serviços de comunicações para o México e suas águas circundantes do slot orbital de 114,9 graus de longitude oeste. Além do satélite Mexsat 3, a Orbital também é responsável por fornecer o segmento FSS, incluindo comando do satélite e equipamento de terra e software de controle, bem como treinamento e documentação operacional.

## Objetivo
Segundo o Secretaria de Comunicações e Transportes (SCT) em um comunicado que os novos satélite vão fornecer serviços de internet banda larga, telefonia via satélite digital de alta qualidade, videoconferência, atendimento médico remoto (telemedicina) e tele-educação. Também foi afirmado que o satélite "Bicentenario" irá fornecer serviços de "atendimento de emergência antes, durante e depois de situações de emergência (por exemplo; prevenção, assistência e reabilitação)".

## Lançamento
O satélite foi lançado com sucesso ao espaço no dia 19 de dezembro de 2012, às 21h50 UTC, por meio de um veículo Ariane-5ECA, lançado a partir do Centro Espacial de Kourou, na Guiana Francesa, juntamente com o satélite Skynet 5D. Ele tinha uma massa de lançamento de 3 050 quilogramas.

## Capacidade e cobertura
O Mexsat 3 é equipado com 12 transponders em banda banda C e 12 em banda Ku banda C estendida ativos para fornecer os serviços de satélite fixo segmento (FSS) completa do sistema de satélites MEXSAT para o Governo Federal do México.